# Toxorhina (Toxorhina) meridionalis
Toxorhina (Toxorhina) meridionalis is een tweevleugelige uit de familie steltmuggen (Limoniidae). De soort komt voor in het Neotropisch gebied.